# یاتسک گوتوفسکی
یاتسک گوتوفسکی (لهستانی: Jacek Gutowski; ۲۵ ژوئیهٔ ۱۹۶۰ – ۱ دسامبر ۱۹۹۶) وزنه‌بردار اهل لهستان بود.
وی در مسابقات کشوری و بین‌المللی در مجموع برندهٔ ۳ مدال نقره، ۲ مدال برنز شده‌است.